# Euroligue de water-polo 2009-2010
Navigation
Édition précédente Édition suivante
L'Euroligue 2009-2010 est la septième édition sous ce nom de la principale compétition annuelle opposant les meilleurs clubs européens de water-polo et la quarante-septième en tenant compte des précédentes coupes des clubs champions.
Elle est organisée par la Ligue européenne de natation (LEN) du 8 octobre 2009 au 15 mai 2010, date de la finale remportée par Pro Recco, déjà vainqueur en 2007 et 2008.

## Participants

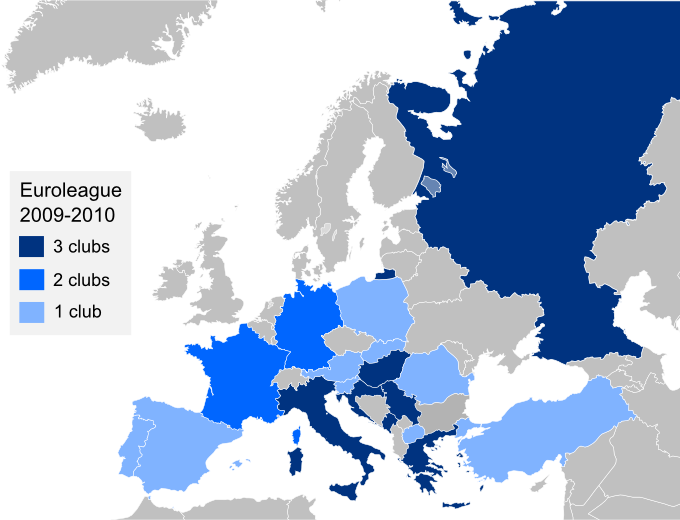
Localisation des clubs.

Trente-quatre équipes de dix-huit fédérations membres de la LEN participent à l'Euroligue pour la saison 2009-2010.
Une fédération européenne peut inscrire au premier tour les deux premiers de son championnat national. Les équipes peuvent préférer s'inscrire au premier tour du trophée LEN ou ne pas avoir les moyens de financer leur participation et les voyages nécessaires. Les troisièmes et quatrièmes des groupes des deux premiers tours de l'Euroligue rejoignent le second tour de qualification du trophée LEN.
Huit fédérations peuvent inscrire trois clubs. Elles sont déterminées par le classement des équipes du tour préliminaire de l'Euroligue précédente. Dans leur cas, le troisième participe au premier tour et le vice-champion au second tour. Le champion national est directement qualifié pour le tour préliminaire. Pour la saison 2009-2010, il s'agit de la Croatie, de l'Espagne, de la Grèce, de la Hongrie, de l'Italie, du Monténégro, de la Russie et de la Serbie.
| Directement au tour préliminaire | Directement au tour préliminaire | Directement au tour préliminaire | Directement au tour préliminaire | Directement au tour préliminaire | Directement au tour préliminaire | Directement au tour préliminaire | Directement au tour préliminaire |
| -------------------------------- | -------------------------------- | -------------------------------- | -------------------------------- | -------------------------------- | -------------------------------- | -------------------------------- | -------------------------------- |
| (1er)                            | VK Jug 4                         | (1er)                            | CNA Barceloneta                  | (1er)                            | Olympiakos                       | (1er)                            | Vasas SC                         |
| (1er)                            | Pro Recco 1                      | (1er)                            | PVK Jadran HN                    | (1er)                            | Shturm 2002                      | (1er)                            | VK Partizan 3                    |
| Deuxième tour de qualification   |                                  |                                  |                                  |                                  |                                  |                                  |                                  |
| (2e)                             | HAVK Mladost                     | (2e)                             | Panionios GSS                    | (2e)                             | Egri VK                          | (2e)                             | CN Posillipo                     |
| (2e)                             | VK Primorac 2                    | (2e)                             | SC Volgograd                     | (2e)                             | VK Vojvodina                     | (?)                              | VK Budva                         |
| Premier tour de qualification    |                                  |                                  |                                  |                                  |                                  |                                  |                                  |
| Champions                        | Champions                        | Champions                        | Champions                        | Non-champions                    | Non-champions                    | Non-champions                    | Non-champions                    |
| (1er)                            | Spandau 04                       | (1er)                            | WC Tirol                         | (2e)                             | ASC Duisburg                     | (2e)                             | ON Nice                          |
| (1er)                            | CN Marseille                     | (1er)                            | LSTW Łódź                        | (2e)                             | Portinado                        | (3e)                             | VK Šibenik                       |
| (1er)                            | CSM Oradea                       | (1er)                            | ČH Hornets Košice                | (3e)                             | NO Vouliagménis                  | (3e)                             | Domino Honvéd                    |
| (1er)                            | VK Koper                         | (1er)                            | Galatasaray SK                   | (3e)                             | Brixia Leonessa                  | (3e)                             | Sintez Kazan                     |
|                                  |                                  |                                  |                                  | (3e)                             | VK Niš                           | (?)                              | PVK Rabotnicki                   |

Légende :
- pour les équipes inscrites au premier tour : une flèche bleue ascendante pour la qualification au second tour, deux flèches pour celle au tour préliminaire, ; une flèche verte latérale pour le passage au second tour du trophée LEN 2009-2010 ;
- pour les équipes inscrites au second tour : une flèche bleue ascendante pour la qualification au tour préliminaire, deux pour celle aux quarts de finale ;
- pour les équipes inscrites au tour préliminaire : une flèche bleue ascendante pour la qualification aux quarts de finale ;
- Les nombres de 1 à 4 indiquent le classement des équipes qualifiées pour la finale à quatre.

Aucune équipe du premier tour ne s'est qualifiée pour les quarts de finale.

## Déroulement
Au premier tour, deux groupes de quatre équipes et deux groupes de cinq sont tirés au sort. Les équipes se rencontrent une fois en un championnat organisé en trois ou quatre jours consécutifs. Les deux premiers de chaque groupe se qualifient pour le second tour, soit huit équipes.
Au second tour, elles sont rejointes par les huit vice-champions directement qualifiés (ici, sept vice-champions et un club monténégrin, le vice-champion d'Espagne ne participant pas à l'Euroligue). Réparties en quatre groupes de quatre, elles s'affrontent de même en un championnat de trois jours consécutifs. Les deux premiers de chaque groupe se qualifient pour le tour préliminaire.
La même organisation en groupes de quatre est reprise pour le tour préliminaire avec l'entrée en lice des huit champions nationaux directement qualifiés, sauf la durée en six journées de novembre 2009 à mars 2010 et les rencontres désormais aller-retour. Les deux meilleures équipes de chaque groupe se qualifient pour la phase suivante. À l'issue de cette phase, sont déterminées les huit fédérations pouvant présenter trois clubs pour l'Euroligue suivante. Huit pays sont représentés au tour préliminaire de cette édition 2009-2010 : Hongrie et Monténégro (3 clubs), Croatie, Grèce, Russie et Serbie (2 clubs), Espagne et Italie (1 club). C'est la même liste qu'à la fin du tour préliminaire 2008-2009.
Pendant cette dernière phase à élimination directe, les quarts de finale sont joués en matches aller-retour au meilleur du nombre de buts.
Les demi-finales et la finale sont organisées en « Final Four » : un seul match pour les demi-finales, match de classement et finale le lendemain.

## Phase qualificative

### Premier tour
Le premier tour a lieu entre le vendredi 9 et le dimanche 11 octobre 2009. Les deux premiers de chaque groupe se qualifient pour le second tour ; les troisièmes et quatrièmes sont envoyés au second tour du trophée LEN 2009-2010.
Les clubs arrivés cinquièmes dans les groupes C et D sont éliminés des coupes européennes.

#### Groupe A à Šibenik (Croatie)
| Rang | Équipe       | Pts | J | G | N | P | Bp | Bc | Diff |
| ---- | ------------ | --- | - | - | - | - | -- | -- | ---- |
| 1    | Sintez Kazan | 7   | 3 | 2 | 1 | 0 | 38 | 20 | +18  |
| 2    | VK Šibenik   | 7   | 3 | 2 | 1 | 0 | 35 | 24 | +11  |
| 3    | ON Nice      | 3   | 3 | 1 | 0 | 2 | 32 | 42 | -10  |
| 4    | LSTW Łódź    | 0   | 3 | 0 | 0 | 3 | 23 | 42 | -19  |

| Date    |                          | Score |                          | Quarts-temps          |
| ------- | ------------------------ | ----- | ------------------------ | --------------------- |
| 9 oct.  | Sintez Kazan             | 18-8  | Olympic Nice Natation    | 6-3 ; 2-1 ; 5-2       |
| 9 oct.  | Vaterpolski klub Šibenik | 14-8  | LSTW Łódź                | 3-1 ; 4-2 ; 5-3 ; 2-2 |
| 10 oct. | Sintez Kazan             | 14-6  | LSTW Łódź                | 4-1 ; 4-2 ; 2-2 ; 4-1 |
| 10 oct. | Olympic Nice Natation    | 10-15 | Vaterpolski klub Šibenik | 2-4 ; 4-3 ; 2-4       |
| 10 oct. | LSTW Łódź                | 9-14  | Olympic Nice Natation    | 1-1 ; 1-5 ; 5-3 ; 2-5 |
| 10 oct. | Vaterpolski klub Šibenik | 6-6   | Sintez Kazan             | 3-2 ; 2-2 ; 0-2 ; 1-0 |

#### Groupe B à Marseille (France)
| Rang | Équipe        | Pts | J | G | N | P | Bp | Bc | Diff |
| ---- | ------------- | --- | - | - | - | - | -- | -- | ---- |
| 1    | Domino Honvéd | 9   | 3 | 3 | 0 | 0 | 45 | 20 | +25  |
| 2    | CN Marseille  | 6   | 3 | 2 | 0 | 1 | 36 | 28 | +8   |
| 3    | ASC Duisburg  | 3   | 3 | 1 | 0 | 2 | 40 | 34 | +6   |
| 4    | WC Tirol      | 0   | 3 | 0 | 0 | 3 | 18 | 57 | -39  |

| Date    |                                 | Score |                               | Quarts-temps          |
| ------- | ------------------------------- | ----- | ----------------------------- | --------------------- |
| 9 oct.  | Cercle des nageurs de Marseille | 15-10 | Amateur Schwimm Club Duisburg | 4-2 ; 2-4 ; 6-2 ; 3-2 |
| 9 oct.  | Domino Honvéd                   | 20-6  | Wasserball Club Tirol         | 6-1 ; 5-0 ; 4-3 ; 5-2 |
| 10 oct. | Cercle des nageurs de Marseille | 13-5  | Wasserball Club Tirol         | 5-1 ; 1-0 ; 3-0 ; 4-4 |
| 10 oct. | Domino Honvéd                   | 12-6  | Amateur Schwimm Club Duisburg | 4-1 ; 4-2 ; 4-1 ; 0-2 |
| 11 oct. | Wasserball Club Tirol           | 7-24  | Amateur Schwimm Club Duisburg | 3-4 ; 1-8 ; 2-5 ; 1-7 |
| 11 oct. | Cercle des nageurs de Marseille | 8-13  | Domino Honvéd                 | 4-4 ; 1-2 ; 2-4 ; 1-3 |

#### Groupe C à Berlin (Allemagne)
| Rang | Équipe            | Pts | J | G | N | P | Bp | Bc | Diff |
| ---- | ----------------- | --- | - | - | - | - | -- | -- | ---- |
| 1    | Brixia Leonessa N | 12  | 4 | 4 | 0 | 0 | 55 | 29 | +26  |
| 2    | W Spandau 04      | 9   | 4 | 3 | 0 | 1 | 59 | 24 | +35  |
| 3    | CSM Oradea        | 6   | 4 | 2 | 0 | 2 | 59 | 35 | +24  |
| 4    | V Koper           | 3   | 4 | 1 | 0 | 3 | 40 | 44 | -4   |
| 5    | PVK Rabotnicki    | 0   | 4 | 0 | 0 | 4 | 12 | 93 | -81  |

| Date    |                          | Score |                       | Quarts-temps          |
| ------- | ------------------------ | ----- | --------------------- | --------------------- |
| 8 oct.  | Brixia Leonessa Nuoto    | 11-7  | Vaterpolo Koper       | 1-1 ; 3-1 ; 3-4 ; 4-1 |
| 8 oct.  | Wasserfreunde Spandau 04 | 28-1  | PVK Rabotnicki        | 6-0 ; 9-0 ; 7-1 ; 6-0 |
| 9 oct.  | CSM Oradea               | 15-11 | Vaterpolo Koper       | 3-3 ; 6-2 ; 3-3       |
| 9 oct.  | Wasserfreunde Spandau 04 | 8-9   | Brixia Leonessa Nuoto | 1-3 ; 3-2 ; 2-2       |
| 10 oct. | Vaterpolo Koper          | 16-6  | PVK Rabotnicki        | 3-0 ; 3-2 ; 6-3 ; 4-1 |
| 10 oct. | Brixia Leonessa Nuoto    | 12-10 | CSM Oradea            | 2-4 ; 5-1 ; 2-3 ; 3-2 |
| 10 oct. | PVK Rabotnicki           | 4-23  | Brixia Leonessa Nuoto | 1-6 ; 1-6 ; 1-5       |
| 10 oct. | Wasserfreunde Spandau 04 | 11-8  | CSM Oradea            | 3-1 ; 4-1 ; 2-3       |
| 11 oct. | CSM Oradea               | 26-1  | PVK Rabotnicki        | 8-0 ; 6-0 ; 7-0 ; 5-1 |
| 11 oct. | Wasserfreunde Spandau 04 | 12-6  | Vaterpolo Koper       | 4-1 ; 2-0 ; 3-1 ; 3-4 |

#### Groupe D à Košice (Slovaquie)
| Rang | Équipe            | Pts | J | G | N | P | Bp | Bc | Diff |
| ---- | ----------------- | --- | - | - | - | - | -- | -- | ---- |
| 1    | ČH Hornets Košice | 12  | 4 | 4 | 0 | 0 | 51 | 24 | +27  |
| 2    | NO Vouliagménis   | 9   | 4 | 3 | 0 | 1 | 54 | 23 | +31  |
| 3    | Galatasaray SK    | 6   | 4 | 2 | 0 | 2 | 45 | 34 | +11  |
| 4    | VK Niš            | 3   | 4 | 1 | 0 | 3 | 35 | 36 | -1   |
| 5    | Portinado         | 0   | 4 | 0 | 0 | 4 | 11 | 79 | -68  |

| Date    |                              | Score |                              | Quarts-temps          |
| ------- | ---------------------------- | ----- | ---------------------------- | --------------------- |
| 8 oct.  | Vaterpolo Club Niš           | 14-2  | Portinado                    | 2-1 ; 2-0 ; 5-1 ; 5-0 |
| 8 oct.  | ČH Hornets Košice            | 14-8  | Galatasaray SK               | 3-1 ; 4-3 ; 4-2 ; 3-2 |
| 9 oct.  | Portinado                    | 2-27  | Naftikós Ómilos Vouliagménis | 0-9 ; 0-4 ; 1-7       |
| 9 oct.  | Vaterpolo Club Niš           | 7-8   | Galatasaray SK               | 3-0 ; 1-1 ; 2-4 ; 1-3 |
| 9 oct.  | Naftikós Ómilos Vouliagménis | 10-9  | Galatasaray SK               | 4-2 ; 2-3 ; 3-2 ; 1-2 |
| 9 oct.  | ČH Hornets Košice            | 13-8  | Vaterpolo Club Niš           | 2-2 ; 5-4 ; 5-0 ; 1-2 |
| 10 oct. | ČH Hornets Košice            | 18-4  | Portinado                    | 5-0 ; 4-1 ; 5-2 ; 4-1 |
| 10 oct. | Naftikós Ómilos Vouliagménis | 13-6  | Vaterpolo Club Niš           | 3-2 ; 3-3 ; 2-1 ; 5-0 |
| 11 oct. | Galatasaray SK               | 20-3  | Portinado                    | 5-0 ; 5-1 ; 8-0 ; 2-2 |
| 11 oct. | ČH Hornets Košice            | 6-4   | Naftikós Ómilos Vouliagménis | 2-2 ; 0-0 ; 3-1 ; 1-1 |

### Deuxième tour
Le deuxième tour a lieu entre le vendredi 25 et le dimanche 27 octobre 2009. Les deux premiers de chaque groupe se qualifient pour le tour préliminaire ; les troisièmes et quatrièmes sont envoyés au second tour du trophée LEN 2009-2010.

#### Groupe E à Eger (Hongrie)
| Rang | Équipe            | Pts | J | G | N | P | Bp | Bc | Diff |
| ---- | ----------------- | --- | - | - | - | - | -- | -- | ---- |
| 1    | Egri VK           | 9   | 3 | 3 | 0 | 0 | 31 | 22 | +9   |
| 2    | Panionios GSS     | 4   | 3 | 1 | 1 | 1 | 28 | 27 | +1   |
| 3    | VK Šibenik        | 4   | 3 | 1 | 1 | 1 | 31 | 34 | -3   |
| 4    | Brixia Leonessa N | 0   | 3 | 0 | 0 | 3 | 23 | 30 | -7   |

| Date    |                          | Score |                          | Quarts-temps          |
| ------- | ------------------------ | ----- | ------------------------ | --------------------- |
| 23 oct. | Egri Vízilabda Klub      | 14-7  | Vaterpolski klub Šibenik | 3-1 ; 5-3 ; 4-2 ; 2-1 |
| 23 oct. | Panionios GSS            | 9-7   | Brixia Leonessa Nuoto    | 4-0 ; 2-2 ; 2-1 ; 1-4 |
| 24 oct. | Vaterpolski klub Šibenik | 11-11 | Panionios GSS            | 3-2 ; 4-4 ; 1-2 ; 3-3 |
| 24 oct. | Egri Vízilabda Klub      | 8-7   | Brixia Leonessa Nuoto    | 2-1 ; 3-0 ; 1-3 ; 2-3 |
| 25 oct. | Brixia Leonessa Nuoto    | 9-13  | Vaterpolski klub Šibenik | 1-4 ; 3-3 ; 3-1 ; 2-5 |
| 25 oct. | Egri Vízilabda Klub      | 9-8   | Panionios GSS            | 2-3 ; 2-1 ; 2-3 ; 3-1 |

#### Groupe F à Budva (Monténégro)
| Rang | Équipe       | Pts | J | G | N | P | Bp | Bc | Diff |
| ---- | ------------ | --- | - | - | - | - | -- | -- | ---- |
| 1    | HAVK Mladost | 7   | 3 | 2 | 1 | 0 | 34 | 24 | +10  |
| 2    | VK Budva     | 7   | 3 | 2 | 1 | 0 | 24 | 17 | +7   |
| 3    | W Spandau 04 | 3   | 3 | 1 | 0 | 2 | 18 | 26 | -8   |
| 4    | ČH Košice    | 0   | 3 | 0 | 0 | 3 | 19 | 28 | -9   |

| Date    |                      | Score |                          | Quarts-temps          |
| ------- | -------------------- | ----- | ------------------------ | --------------------- |
| 23 oct. | HAVK Mladost         | 13-5  | Wasserfreunde Spandau 04 | 1-1 ; 5-2 ; 4-2 ; 3-1 |
| 23 oct. | Vaterpolo Klub Budva | 8-3   | ČH Hornets Košice        | 3-0 ; 0-2 ; 1-1 ; 4-0 |
| 24 oct. | Vaterpolo Klub Budva | 7-5   | Wasserfreunde Spandau 04 | 2-1 ; 1-0 ; 2-2       |
| 24 oct. | HAVK Mladost         | 12-10 | ČH Hornets Košice        | 1-4 ; 5-3 ; 3-2 ; 3-1 |
| 25 oct. | ČH Hornets Košice    | 6-8   | Wasserfreunde Spandau 04 | 1-1 ; 1-2 ; 3-3 ; 1-2 |
| 25 oct. | Vaterpolo Klub Budva | 9-9   | HAVK Mladost             | 3-4 ; 2-1 ; 3-2 ; 1-2 |

#### Groupe G à Naples (Italie)
| Rang | Équipe       | Pts | J | G | N | P | Bp | Bc | Diff |
| ---- | ------------ | --- | - | - | - | - | -- | -- | ---- |
| 1    | VK Primorac  | 9   | 3 | 3 | 0 | 0 | 41 | 19 | +22  |
| 2    | Sintez Kazan | 6   | 3 | 2 | 0 | 1 | 26 | 25 | +1   |
| 3    | CN Posillipo | 3   | 3 | 1 | 0 | 2 | 19 | 26 | -7   |
| 4    | CN Marseille | 0   | 3 | 0 | 0 | 3 | 18 | 34 | -16  |

| Date    |                                 | Score |                                 | Quarts-temps          |
| ------- | ------------------------------- | ----- | ------------------------------- | --------------------- |
| 23 oct. | Cercle des nageurs de Marseille | 6-16  | Vaterpolo klub Primorac         | 2-4 ; 1-2 ; 2-6 ; 1-4 |
| 23 oct. | Circolo Nautico Posillipo       | 5-9   | Sintez Kazan                    | 3-3 ; 0-2 ; 2-3 ; 0-1 |
| 24 oct. | Vaterpolo klub Primorac         | 16-8  | Sintez Kazan                    | 5-2 ; 2-2 ; 5-2 ; 4-2 |
| 24 oct. | Circolo Nautico Posillipo       | 9-8   | Cercle des nageurs de Marseille | 2-1 ; 2-2 ; 3-4 ; 2-1 |
| 25 oct. | Sintez Kazan                    | 9-4   | Cercle des nageurs de Marseille | 1-1 ; 1-0 ; 4-1 ; 3-2 |
| 25 oct. | Circolo Nautico Posillipo       | 5-9   | Vaterpolo klub Primorac         | 0-5 ; 3-1 ; 2-0 ; 0-3 |

#### Groupe H à Athènes (Grèce)
| Rang | Équipe          | Pts | J | G | N | P | Bp | Bc | Diff |
| ---- | --------------- | --- | - | - | - | - | -- | -- | ---- |
| 1    | Domino Honvéd   | 7   | 3 | 2 | 1 | 0 | 21 | 18 | +3   |
| 2    | VK Vojvodina    | 6   | 3 | 2 | 0 | 1 | 27 | 25 | +2   |
| 3    | SC Volgograd    | 2   | 3 | 0 | 2 | 1 | 23 | 24 | -1   |
| 4    | NO Vouliagménis | 1   | 3 | 0 | 1 | 2 | 20 | 24 | -4   |

| Date    |                              | Score |                              | Quarts-temps          |
| ------- | ---------------------------- | ----- | ---------------------------- | --------------------- |
| 23 oct. | Vaterpolo Klub Vojvodina     | 10-9  | Spartak City Volgograd       | 2-3 ; 2-2 ; 4-1 ; 2-3 |
| 23 oct. | Domino Honvéd                | 6-5   | Naftikós Ómilos Vouliagménis | 1-2 ; 3-2 ; 2-0 ; 0-1 |
| 24 oct. | Domino Honvéd                | 8-6   | Vaterpolo Klub Vojvodina     | 2-1 ; 1-1 ; 2-2 ; 3-2 |
| 24 oct. | Naftikós Ómilos Vouliagménis | 7-7   | Spartak City Volgograd       | 3-2 ; 2-2 ; 2-0 ; 0-3 |
| 25 oct. | Spartak City Volgograd       | 7-7   | Domino Honvéd                | 2-0 ; 3-2 ; 0-3 ; 2-2 |
| 25 oct. | Naftikós Ómilos Vouliagménis | 8-11  | Vaterpolo Klub Vojvodina     | 2-1 ; 3-4 ; 2-4 ; 1-2 |

## Compétition

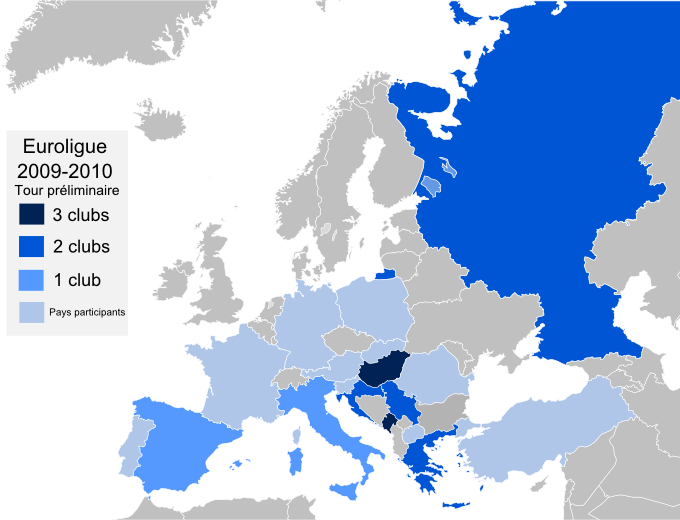
Pays représentés au tour préliminaire : il s'agit finalement des huit pays disposant de trois qualifiés.

### Tour préliminaire
Les six journées du tour préliminaire ont lieu du samedi 28 novembre 2009 au mercredi 3 mars 2010. Les deux premiers de chaque groupe se qualifient pour les quarts de finale.

#### Groupe A
| Rang | Équipe          | Pts | J | G | N | P | Bp | Bc | Diff |
| ---- | --------------- | --- | - | - | - | - | -- | -- | ---- |
| 1    | CNA Barceloneta | 13  | 6 | 4 | 1 | 1 | 60 | 53 | +7   |
| 2    | PVK Jadran HN   | 12  | 6 | 4 | 0 | 2 | 55 | 42 | +13  |
| 3    | HAVK Mladost    | 5   | 6 | 1 | 2 | 3 | 45 | 46 | -1   |
| 4    | VK Vojvodina    | 4   | 6 | 1 | 1 | 4 | 44 | 63 | -19  |

| Date    |                                  | Score |                                  | Quarts-temps          |
| ------- | -------------------------------- | ----- | -------------------------------- | --------------------- |
| 28 nov. | Club Natació Atlètic-Barceloneta | 11-9  | PVK Jadran Herceg Novi           | 2-3 ; 2-3 ; 4-2 ; 3-1 |
| 28 nov. | Vaterpolo Klub Vojvodina         | 2-7   | HAVK Mladost                     | 1-2 ; 0-3 ; 1-2 ; 0-0 |
| 16 déc. | HAVK Mladost                     | 9-9   | Club Natació Atlètic-Barceloneta | 3-2 ; 0-2 ; 4-2 ; 2-3 |
| 16 déc. | PVK Jadran Herceg Novi           | 13-6  | Vaterpolo Klub Vojvodina         | 4-1 ; 3-3 ; 1-2 ; 5-0 |
| 16 jan. | Club Natació Atlètic-Barceloneta | 14-9  | Vaterpolo Klub Vojvodina         | 3-2 ; 6-1 ; 3-4 ; 2-2 |
| 17 jan. | HAVK Mladost                     | 6-9   | PVK Jadran Herceg Novi           | 1-1 ; 2-2 ; 1-4 ; 2-2 |
| 3 fév.  | Vaterpolo Klub Vojvodina         | 11-9  | Club Natació Atlètic-Barceloneta | 2-1 ; 1-1 ; 4-5 ; 4-2 |
| 3 fév.  | PVK Jadran Herceg Novi           | 7-5   | HAVK Mladost                     | 2-0 ; 1-1 ; 0-1 ; 4-3 |
| 13 fév. | Club Natació Atlètic-Barceloneta | 8-7   | HAVK Mladost                     | 5-2 ; 2-2 ; 1-1 ; 0-2 |
| 14 fév. | Vaterpolo Klub Vojvodina         | 5-9   | PVK Jadran Herceg Novi           | 2-2 ; 1-0 ; 1-2 ; 1-5 |
| 3 mars  | PVK Jadran Herceg Novi           | 8-9   | Club Natació Atlètic-Barceloneta | 3-1 ; 0-3 ; 3-3 ; 2-2 |
| 3 mars  | HAVK Mladost                     | 11-11 | Vaterpolo Klub Vojvodina         | 5-2 ; 2-2 ; 1-4 ; 3-3 |

#### Groupe B
| Rang | Équipe        | Pts | J | G | N | P | Bp | Bc | Diff |
| ---- | ------------- | --- | - | - | - | - | -- | -- | ---- |
| 1    | VK Primorac   | 16  | 6 | 5 | 1 | 0 | 62 | 48 | +14  |
| 2    | VK Jug        | 8   | 6 | 2 | 2 | 2 | 60 | 57 | +3   |
| 3    | Vasas SC      | 7   | 6 | 2 | 1 | 3 | 58 | 54 | +4   |
| 4    | Panionios GSS | 3   | 6 | 1 | 0 | 5 | 47 | 68 | -21  |

| Date    |                         | Score |                         | Quarts-temps          |
| ------- | ----------------------- | ----- | ----------------------- | --------------------- |
| 28 nov. | Vasas Sport Club        | 11-8  | Vaterpolo Klub Jug      | 1-1 ; 5-2 ; 2-2 ; 3-3 |
| 28 nov. | Vaterpolo klub Primorac | 10-6  | Panionios GSS           | 4-1 ; 2-3 ; 2-1       |
| 16 déc. | Panionios GSS           | 11-10 | Vasas Sport Club        | 4-3 ; 1-4 ; 3-1 ; 3-2 |
| 16 déc. | Vaterpolo Klub Jug      | 9-9   | Vaterpolo klub Primorac | 3-3 ; 1-2 ; 2-2 ; 3-2 |
| 16 jan. | Vasas Sport Club        | 5-8   | Vaterpolo klub Primorac | 2-4 ; 2-2 ; 1-1 ; 0-1 |
| 16 jan. | Panionios GSS           | 6-8   | Vaterpolo Klub Jug      | 0-2 ; 1-2 ; 2-3 ; 3-1 |
| 3 fév.  | Vaterpolo klub Primorac | 9-7   | Vasas Sport Club        | 1-2 ; 2-2 ; 2-1 ; 4-2 |
| 3 fév.  | Vaterpolo Klub Jug      | 14-6  | Panionios GSS           | 4-1 ; 3-0 ; 3-3 ; 4-2 |
| 13 fév. | Vasas Sport Club        | 14-7  | Panionios GSS           | 3-2 ; 3-1 ; 4-1 ; 4-3 |
| 13 fév. | Vaterpolo klub Primorac | 14-10 | Vaterpolo Klub Jug      | 2-3 ; 4-2 ; 6-1 ; 2-4 |
| 3 mars  | Vaterpolo Klub Jug      | 11-11 | Vasas Sport Club        | 4-2 ; 4-4 ; 1-2 ; 2-3 |
| 3 mars  | Panionios GSS           | 11-12 | Vaterpolo klub Primorac | 2-4 ; 3-2 ; 4-6 ; 2-0 |

#### Groupe C
| Rang | Équipe         | Pts | J | G | N | P | Bp | Bc | Diff |
| ---- | -------------- | --- | - | - | - | - | -- | -- | ---- |
| 1    | VK Partizan    | 18  | 6 | 6 | 0 | 0 | 60 | 34 | +26  |
| 2    | VK Budva       | 9   | 6 | 3 | 0 | 3 | 48 | 52 | -4   |
| 3    | Olympiakos CFP | 6   | 6 | 2 | 0 | 4 | 51 | 51 | 0    |
| 4    | Domino Honvéd  | 3   | 6 | 1 | 0 | 5 | 43 | 65 | -22  |

| Date    |                           | Score |                           | Quarts-temps          |
| ------- | ------------------------- | ----- | ------------------------- | --------------------- |
| 28 nov. | Domino Budapest Honvéd SE | 12-10 | Olympiakos CFP            | 2-0 ; 3-5 ; 3-3 ; 4-2 |
| 28 nov. | Vaterpolo Klub Budva      | 3-9   | Vaterpolo klub Partizan   | 0-3 ; 2-3 ; 0-2 ; 1-1 |
| 16 déc. | Vaterpolo klub Partizan   | 12-7  | Domino Budapest Honvéd SE | 1-0 ; 5-3 ; 2-2 ; 4-2 |
| 16 déc. | Olympiakos CFP            | 10-4  | Vaterpolo Klub Budva      | 2-1 ; 4-1 ; 2-1       |
| 17 jan. | Domino Budapest Honvéd SE | 6-10  | Vaterpolo Klub Budva      | 0-1 ; 3-3 ; 1-5 ; 2-1 |
| 17 jan. | Vaterpolo klub Partizan   | 8-3   | Olympiakos CFP            | 1-1 ; 4-0 ; 1-1 ; 2-1 |
| 3 fév.  | Vaterpolo Klub Budva      | 14-6  | Domino Budapest Honvéd SE | 2-0 ; 3-1 ; 4-3 ; 5-2 |
| 3 fév.  | Olympiakos CFP            | 9-10  | Vaterpolo klub Partizan   | 4-3 ; 2-5 ; 2-1 ; 1-1 |
| 13 fév. | Vaterpolo Klub Budva      | 11-9  | Olympiakos CFP            | 3-4 ; 6-2 ; 2-0 ; 0-3 |
| 14 fév. | Domino Budapest Honvéd SE | 6-9   | Vaterpolo klub Partizan   | 2-3 ; 1-2 ; 1-3 ; 2-1 |
| 3 mars  | Olympiakos CFP            | 10-6  | Domino Budapest Honvéd SE | 2-2 ; 3-2 ; 3-0 ; 2-2 |
| 3 mars  | Vaterpolo klub Partizan   | 12-6  | Vaterpolo Klub Budva      | 3-0 ; 3-1 ; 2-3 ; 4-2 |

#### Groupe D
| Rang | Équipe       | Pts | J | G | N | P | Bp | Bc | Diff |
| ---- | ------------ | --- | - | - | - | - | -- | -- | ---- |
| 1    | Pro Recco    | 16  | 6 | 5 | 1 | 0 | 68 | 43 | +25  |
| 2    | Egri VK      | 8   | 6 | 2 | 2 | 2 | 47 | 47 | 0    |
| 3    | Sintez Kazan | 6   | 6 | 2 | 0 | 4 | 45 | 55 | -10  |
| 4    | Shturm 2002  | 4   | 6 | 1 | 1 | 4 | 39 | 54 | -15  |

| Date    |                     | Score |                     | Quarts-temps          |
| ------- | ------------------- | ----- | ------------------- | --------------------- |
| 28 nov. | Sintez Kazan        | 8-6   | Egri Vízilabda Klub | 4-2 ; 2-1 ; 2-2 ; 0-1 |
| 28 nov. | Shturm 2002         | 7-13  | Pro Recco           | 2-2 ; 4-5 ; 1-3 ; 0-3 |
| 16 déc. | Pro Recco           | 10-6  | Sintez Kazan        | 4-2 ; 1-2 ; 1-1 ; 4-1 |
| 16 déc. | Egri Vízilabda Klub | 10-7  | Shturm 2002         | 2-3 ; 2-0 ; 2-3 ; 4-1 |
| 16 jan. | Sintez Kazan        | 10-6  | Shturm 2002         | 2-2 ; 2-2 ; 3-1       |
| 16 jan. | Pro Recco           | 8-8   | Egri Vízilabda Klub | 2-2 ; 2-2 ; 3-3 ; 1-1 |
| 3 fév.  | Shturm 2002         | 7-5   | Sintez Kazan        | 1-2 ; 0-0 ; 4-1 ; 2-2 |
| 3 fév.  | Egri Vízilabda Klub | 7-11  | Pro Recco           | 1-3 ; 2-2 ; 2-5 ; 2-1 |
| 13 fév. | Shturm 2002         | 5-5   | Egri Vízilabda Klub | 1-2 ; 1-2 ; 2-1 ; 1-0 |
| 14 fév. | Sintez Kazan        | 8-15  | Pro Recco           | 1-4 ; 4-3 ; 0-6 ; 3-2 |
| 3 mars  | Egri Vízilabda Klub | 11-8  | Sintez Kazan        | 1-2 ; 2-2 ; 4-3 ; 4-1 |
| 3 mars  | Pro Recco           | 11-7  | Shturm 2002         | 4-4 ; 1-1 ; 2-0 ; 4-2 |

### Quarts de finale
Le tirage au sort des quarts de finale a lieu le 8 mars 2010 à Rome.
| N° | Hôte aller 24 mars (n°1 le 27)   | aller | Score total | retour | Hôte retour 14 avril    | quarts-temps aller    | quarts-temps retour   |
| -- | -------------------------------- | ----- | ----------- | ------ | ----------------------- | --------------------- | --------------------- |
| 1  | Club Natació Atlètic-Barceloneta | 7-9   | 16-19       | 9-10   | Vaterpolo Klub Jug      | 3-5 ; 2-3 ; 2-1 ; 0-0 | 3-2 ; 2-2 ; 2-4 ; 2-2 |
| 2  | Pro Recco                        | 9-5   | 21-15       | 12-10  | Vaterpolo klub Budva    | 3-1 ; 2-3 ; 4-1 ; 0-0 | 2-3 ; 4-3 ; 2-2 ; 4-2 |
| 3  | Egri Vízilabda Klub              | 4-12  | 9-22        | 5-10   | Vaterpolo klub Partizan | 2-5 ; 2-3 ; 0-2       | 2-3 ; 2-2 ; 1-2 ; 0-3 |
| 4  | PVK Jadran Herceg Novi           | 9-14  | 15-24       | 6-10   | Vaterpolo klub Primorac | 4-3 ; 1-5 ; 3-5 ; 1-1 | 0-2 ; 2-3 ; 2-2 ; 2-3 |

### Finale à quatre
Le tirage au sort des demi-finales a lieu le 8 mars 2010 à Rome par l'attribution d'un numéro d'ordre aux matches des quarts de finale. L'épreuve aura lieu les 14 et 15 mai à Naples et sera organisée par le club Pro Recco.
Chaque match étant décisif, les équipes doivent se départager en cas d'égalité, d'abord par deux périodes de prolongation (P), puis, si nécessaire, par une séance de tirs au but (T).
Pro Recco remporte la finale et l'Euroligue contre le tenant du titre, le Vaterpolo klub Primorac.
|                         | Score                 |                         | quarts-temps                                  |                       |                       |                       |                       |
| Demi-finales (14 mai)   | Demi-finales (14 mai) | Demi-finales (14 mai)   | Demi-finales (14 mai)                         | Demi-finales (14 mai) | Demi-finales (14 mai) | Demi-finales (14 mai) | Demi-finales (14 mai) |
| ----------------------- | --------------------- | ----------------------- | --------------------------------------------- | --------------------- | --------------------- | --------------------- | --------------------- |
| Pro Recco               | 8-7                   | Vaterpolo klub Partizan | 0-2 ; 2-2 ; 1-1 ; 3-1 P : 2-1 ; 0-0           |                       |                       |                       |                       |
| Vaterpolo klub Primorac | 11-10                 | Vaterpolo Klub Jug      | 2-1 ; 5-5 ; 2-3 ; 2-1                         |                       |                       |                       |                       |
| 3e place (15 mai)       |                       |                         |                                               |                       |                       |                       |                       |
| Vaterpolo klub Partizan | 11-11                 | Vaterpolo Klub Jug      | 4-2 ; 2-3 ; 3-2 ; 1-3 P : 1-0 ; 0-1 ; T : 5-4 |                       |                       |                       |                       |
| Finale (15 mai)         |                       |                         |                                               |                       |                       |                       |                       |
| Pro Recco               | 9-3                   | Vaterpolo klub Primorac | 0-2 ; 3-1 ; 3-0                               |                       |                       |                       |                       |

## Sources
- [PDF] (en) Partie 2 du règlement des coupes d'Europe de clubs, Ligue européenne de natation, 5 août 2008.